# Mesene discolor
Mesene discolor är en fjärilsart som beskrevs av Hans Ferdinand Emil Julius Stichel 1929. Mesene discolor ingår i släktet Mesene och familjen Riodinidae. Inga underarter finns listade i Catalogue of Life.